# Кострома (госпитальное судно)
«Кострома» — пароход Добровольного флота, госпитальное судно, сопровождавшее отряд Небогатова в составе 2-й Тихоокеанской эскадры и участвовавшее в Цусимском сражении.

## Покупка
Весной 1888 года Добровольный флот принял решение о срочной покупке нового грузопассажирского судна для замены парохода «Кострома», погибшего на камнях у мыса Крильон 18 мая 1887 года во время доставки очередной партии каторжан на Сахалин. Строить судно на заказ не было времени, поэтому в Великобританию были направлены инспектор Добровольного флота М. Бахтин и инженер-механик Н. Вавилов с заданием приобрести уже построенное судно. В Ньюкасле на верфи фирмы «Hawthorn R & W. Leslie & Со» они купили новый пароход, только что получивший название «Port Caroline», на который в тот момент устанавливалась специально для него построенная машина фирмы «Wigham Richardson & Co». Пароход также был переоборудован под перевозку ссыльнокаторжных.

## Технические характеристики
- Длина: 114,3 м
- Ширина: 12,8 м
- Скорость: 13 уз
- Тип машины: паровая тройного расширения
- Мощность: 2600 л. с.
- Кол-во пассажиров:
  - В каютах: 23 × 2-го класса, 22 × 3-го класса
  - На палубе: 596—1327
- Грузоподъёмность: 3574 т

## История службы

Пароход Доброфлота «Кострома» во Владивостоке, 1912 год

18 февраля 1888 после подписания контракта на покупку пароход получил название «Кострома». Весной 1888 года прибыл в Одессу и был сразу введен в эксплуатацию на линии до Владивостока.
В 1897 году был использован для перевозки войск из Владивостока в Порт-Артур и доставки этих войск обратно в Россию.
В июне 1900 года использовался для перевозки войск, участвовавших в подавлении Боксёрского восстания.
С началом русско-японской войны в 1904 году в Одессе был переоборудован под госпиталь на 200 коек и включен в состав отряда контр-адмирала Н. И. Небогатова, с которым соединился 8 марта 1905 года в районе Суды.
14 мая 1905 года был захвачен японским вспомогательным крейсером «Садо-Мару» и отконвоирован в Сасебо. 14 июля того же года, в соответствии с Гаагской конвецией, был освобожден и вернулся во Владивосток. 10 сентября 1905 года вернулся в Одессу и в конце декабря был возвращен в состав Добровольного флота.
25 августа (7 сентября) 1913 года во время очередного рейса был выброшен штормом на Карагинскую косу п-ва Камчатка, названную в дальнейшем Костромской. Снять судно с отмели не успели, так как оно было разграблено японскими рыболовными бригадами. Остатки остова судна были переданы на строительство школы в с. Карага.
В 1998 году при сильном отливе недалеко от берега ещё можно было увидеть остатки механизмов судна.

## Командный состав судна в 1905 году
- Капитан: полковник КФШ Н. В. Смельский

## Известные люди, служившие на корабле
- Шмидт, Пётр Петрович